# Bangassou
Bangassou – miasto w Republice Środkowoafrykańskiej; ośrodek administracyjny prefektury Mbomou. Około 31 tys. mieszkańców (2003). Ośrodek przemysłowy. Miasto położone jest nad rzeką Mbomou. Działa tu prom, łączący Bangassou z Demokratyczną Republiką Konga po drugiej stronie rzeki.
Miasto jest ośrodkiem administracyjnym rzymskokatolickiej diecezji Bangassou.